# Journal of Ornithology
Das Journal of Ornithology (bis 2003: Journal für Ornithologie) ist eine wissenschaftliche Fachzeitschrift in englischer Sprache, die von der Deutschen Ornithologen-Gesellschaft herausgegeben wird. Das Journal ist die älteste noch existierende ornithologische Zeitschrift der Welt und gilt bis heute als das führende in Deutschland erscheinende Periodikum seines Fachgebiets. Bis einschließlich Band 144 (2003) hieß die Zeitschrift „Journal für Ornithologie“ mit Publikationen in deutscher Sprache. Seit 2004 erscheint sie im Verlag Springer Science+Business Media.
Die Zeitschrift wurde erstmals 1853 von Jean Louis Cabanis herausgegeben. Das erste Heft erschien am 1. Januar 1853 in Kassel, seitdem erscheinen die Hefte eines Jahrganges vierteljährlich. Cabanis blieb seit der Gründung 41 Jahre lang der Herausgeber und wurde 1894 von seinem Schwiegersohn Anton Reichenow abgelöst.
Die Herausgeber bzw. Chefredakteure:
- 1853–1893: Jean Louis Cabanis
- 1894–1921: Anton Reichenow
- 1922–1955: Erwin Stresemann
- 1956–1961: Erwin Stresemann und Günther Niethammer
- 1962–1970: Günther Niethammer
- 1971–1997: Einhard Bezzel
- seit 1998: Franz Bairlein